# Zugersee Schifffahrt

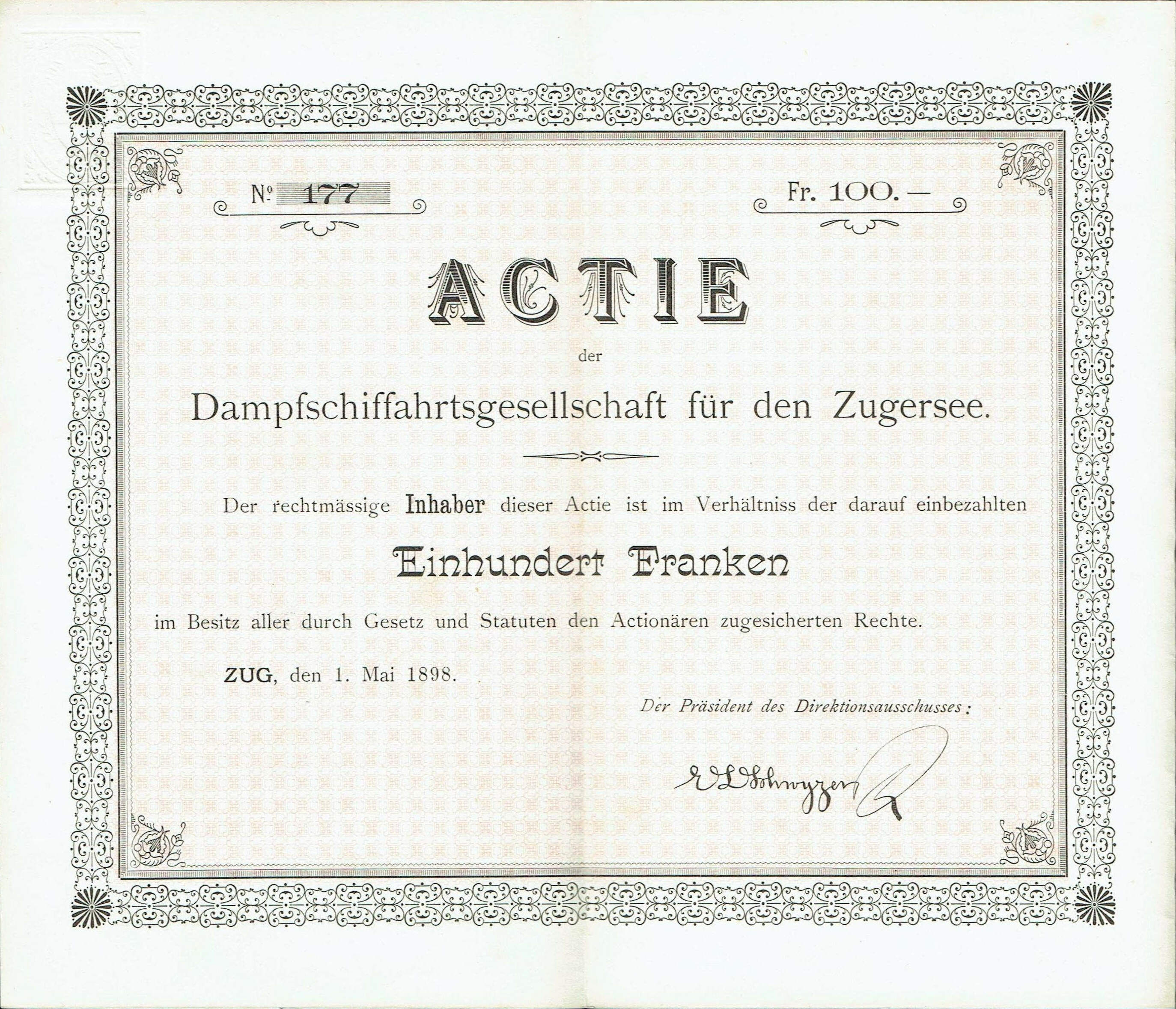
Aktie über 100 Franken der Dampfschiffahrtsgesellschaft für den Zugersee vom 1. Mai 1898

Die Schifffahrtsgesellschaft für den Zugersee AG (SGZ) betreibt unter dem Namen Zugersee Schifffahrt konzessionsmässigen Schiffsverkehr auf dem Zugersee. Die Flotte besteht aus den vier Motorschiffen Zug, Rigi, Schwyz und Schwan. Die Schifffahrtsgesellschaft für den Zugersee AG ist ein Partnerunternehmen der Zugerland Verkehrsbetriebe AG.

## Geschichte
Die Gründung der ersten Dampfschifffahrt-Gesellschaft für den Zugersee erfolgte relativ spät. Bereits 1823 wurde eine Gesellschaft für den Genfersee gegründet; bis Ende der 1840er Jahre war die Dampfschifffahrt auf diversen Schweizer Seen aufgenommen worden, darunter 1836/1837 auch auf dem wenige Kilometer vom Zugersee entfernten Vierwaldstättersee. Laut Hermann Stadlin-Graf (1947) sei in Zug «der Wunsch nach Einführung der Dampfschiffahrt schon seit Jahren lebhaft» gewesen, aber der Gedanke habe durch die «Kleinheit der Verhältnisse» nur schrittweise verfolgt werden können. Die erste Gesellschaft wurde am 6. November 1851 gegründet. Sie bestellte einen Raddampfer bei Escher Wyss in Zürich. Das Schiff Rigi wurde am 3. Mai 1852 vom Stapel gelassen und der Betrieb am 14. Juni 1852 aufgenommen. Der zunehmende touristische Verkehr zur Rigi liess besonders in Arth den Wunsch nach einem zweiten Schiff aufkommen. Dort wurde am 23. Mai 1863 eine weitere Dampfschiffgesellschaft gegründet, die jedoch noch im selben Jahr mit der bestehenden Gesellschaft fusionierte. Das zweite, grössere Dampfschiff wurde ebenfalls von Escher Wyss geliefert, erhielt den Namen Stadt Zug und nahm den Betrieb am 1. Juli 1864 auf. 1875 wollte auch die neueröffnete Arth-Rigi-Bahn einen eigenen Schiffsdienst über den Zugersee für ihre Fahrgäste in Arth einrichten und bestellte zu diesem Zweck einen Salondampfer bei Escher Wyss. Schliesslich kam es aber zu einem Abkommen mit der Dampfschifffahrt-Gesellschaft, durch das der neue Dampfer Helvetia von der Dampfschifffahrt-Gesellschaft erworben werden konnte, die dafür eine Subvention der Arth-Rigi-Bahn und das Recht zum Kohletransport erhielt. Die Arth-Rigi-Bahn hatte ein Mitspracherecht bei der Gestaltung des Fahrplans. Das Abkommen sollte bis zur Eröffnung der Gotthardbahn gelten.
1884 wurde die Liquidation des Unternehmens beschlossen, obwohl die finanzielle Lage gut war und die Konkurrenz durch die Gotthardbahn nicht als existenzgefährdend betrachtet wurde. Die offizielle Begründung dafür war, dass die Aktionäre die Verwendung der Reserven für die Instandstellung der Schiffe nicht genehmigt hätten; Hermann Stadlin-Graf betrachtet dies in seiner Schrift zur Geschichte der Schifffahrt auf dem Zugersee jedoch als Vorwand, da der Käufer der Dampfer, des Inventars und des Grundeigentums an der anschliessenden Versteigerung der amtierende Präsident der Gesellschaft war, der anscheinend als Strohmann für die Vereinigte Dampfschifffahrtsgesellschaft auf dem Vierwaldstättersee (VDGV, ab 1885 DGV) auftrat.
Die DGV betrieb die Schifffahrt auf dem Zugersee in der Folge bis 1896, als das Zweiggeschäft im Hinblick auf die Eröffnung der Bahnstrecke Zug–Goldau eingestellt wurde. Die Helvetia wurde auf den Vierwaldstättersee transportiert und dort nach einem Umbau als Winkelried wieder in Betrieb genommen.
Im Jahre 1897 erfolgte die Gründung der Dampfschifffahrts-Gesellschaft für den Zugersee. Die Zugerland Verkehrsbetriebe ZVB übernahmen 1949 die Betriebsleitung. 1960 wurde die Gesellschaft in Schiffahrtsgesellschaft für den Zugersee (SGZ) umbenannt. Unter dem Namen Schifffahrtsgesellschaft für den Zugersee AG firmiert sie seit 2009. Sie ist eine Aktiengesellschaft mit Beteiligungen des Kantons Zug, der Stadt Zug, der Gemeinden des Kantons Zug und Arth, der Korporation Zug und Walchwil, der Bürgergemeinde Zug, der Bezirke Schwyz und Küssnacht sowie von privaten Aktionären.

## Flotte
Die Flotte der Zugersee Schifffahrt besteht aus drei Motorschiffen.
| Name   | Name   | Bau  | Bau                   | Bau                               | Merkmale                                    | Anmerkungen und Bild | Anmerkungen und Bild |
| Präfix | Name   | Jahr | Ort                   | Werft                             | Länge / Breite / Tiefgang / Passagiere max. | ehem. Namen / verschrottet / umgebaut / verkauft / Verbleib | Bild                 |
| ------ | ------ | ---- | --------------------- | --------------------------------- | ------------------------------------------- | --- | -------------------- |
| MS     | Zug    | 2003 | Linz                  | Österreichische Schiffswerften AG | 45,60 m / 9,20 m / 1,20 m / 450             | in Fahrt | 2005                 |
| MS     | Schwyz | 1997 | Kressbronn            | Bodan-Werft                       | 31,20 m / 7,00 m / 1,00 m / 150             | 2023 an den Schiffsbetrieb Walensee verkauft |                      |
| MS     | Rigi   | 1992 | Kressbronn            | Bodan Werft                       | 46,50 m / 9,50 m / 1,60 m / 450             | in Fahrt | 2005                 |
| MS     | Schwan | 1923 | Lauenburg an der Elbe | Hitzler Werft                     | 17,23 m / 3,67 m / 0,40 m                   | ex. Morgarten (1923–1949); ex. Harder (1949–2001); das kleine Motorschiff gehört der Zugersee Schifffahrt, wird aber von der Schiffs-Agentur Zugersee betrieben; in Fahrt | 2007 oder früher     |
|        | Zug    | 1977 | Linz                  | ÖSWAG                             | 42,40 m / 7,39 m                            | bis 2003, später als Palladium auf dem Main |                      |

## Aktueller Betrieb
Die Zugersee Schifffahrt fährt insgesamt 10 Anlegestellen (Zug Bahnhofsteg, Zug Landsgemeindeplatz, Zug Schützenmatt, Cham, Oberwil, Buonas, Risch, Lotenbach, Immensee, Walchwil und Arth am See) an. 2013 verfügte sie über 23 Mitarbeiter (Teilzeitangestellte und Festangestellte). Die COVID-19-Pandemie betraf auch die Zugersee Schifffahrt stark und führte zu einem erheblichen Rückgang der Frequenzzahlen und Betriebsstunden.
| Jahr | Personenfrequenzen | Betriebstage | Betriebsstunden |
| ---- | ------------------ | ------------ | --------------- |
| 2011 | 128'307            | 248          | 3125            |
| 2012 | 133'467            | 255          | 3010            |
| 2013 | 113'552            | 255          | 2991            |
| 2019 | 108'542            |              | 3225            |
| 2020 | 48'258             |              | 1558            |